# Royal Robbins
Royal Robbins (3. února 1935 – 14. března 2017) byl americký horolezec. Provedl několik prvovýstupů velkých stěn v Yosemitech, například na Half Dome (severozápadní stěna) a El Capitan (mj. Salathé Wall). Lezl také v Alpách (Aiguille du Dru). V roce 1978 musel kvůli psoriatické artritidě do značné míry omezit své lezecké aktivity. V následujících letech se věnoval kajakingu. Je autorem dvou knih: Basic Rockcraft a Advanced Rockcraft. Zemřel roku 2017 ve věku 82 let.